# بخش اروندکنار
بخش اروندکنار یکی از بخشهای تابعه شهرستان آبادان در استان خوزستان در جنوب غربی ایران است.

## تقسیمات کشوری
- بخش اروندکنار
  - دهستان مینوبار
  - دهستان نصار
  - دهستان نوآباد

شهرها: اروندکنار

## جمعیت
بنابر سرشماری مرکز آمار ایران، جمعیت بخش اروند کنار شهرستان آبادان در سال ۱۳۸۵ برابر با ۲۵۰۸۸ نفر بوده است.